# Курт Фельдт
Курт Фельдт (нім. Kurt Feldt; 22 листопада 1887, Шментау — 11 березня 1970, Берлін) — німецький воєначальник, генерал кавалерії вермахту. Кавалер Лицарського хреста Залізного хреста.

## Біографія
22 вересня 1908 року вступив в Прусську армію. Учасник Першої світової війни. Після демобілізації армії залишений в рейхсвері. З 1 жовтня 1934 року — командир кінного полку «Ратенов», з 15 жовтня 1935 року — 3-го кінного, з 6 жовтня 1936 року — 3-го кавалерійського полку, з 10 листопада 1938 року — 1-ї кавалерійської бригади, з 25 жовтня 1938 року — 1-ї кавалерійської, з 28 листопада 1941 по 15 квітня 1942 року — 24-ї танкової дивізії. 8 липня 1942 року відряджений в адміністрацію військового району «B» (Південно-Західна Франція), 15 липня очолив адміністрацію. З 11 січня 1943 року — командир району «Південно-Західна Франція», з 10 серпня 1944 року — 3-ї ділянки (Марне), з 12 вересня по 29 грудня 1944 року — головнокомандування «Фельдт». З 5 лютого 1945 року — генерал для особливих доручень в штабі головнокомандувача вермахтом в Данії. 8 травня 1945 року взятий в полон британськими військами. 23 грудня 1947 року звільнений.

## Звання
- Фанен-юнкер (22 вересня 1908)
- Фанен-юнкер-унтерофіцер (20 лютого 1909)
- Фенріх (16 липня 1909)
- Лейтенант (22 березня 1910; патент від 22 березня 1908)
- Оберлейтенант (25 лютого 1915)
- Ротмістр (18 червня 1917)
- Майор (1 листопада 1930)
- Оберстлейтенант (1 травня 1934)
- Оберст (1 квітня 1936)
- Генерал-майор (1 лютого 1940)
- Генерал-лейтенант (1 лютого 1942)
- Генерал кавалерії (1 лютого 1944)

## Нагороди
- Залізний хрест 2-го і 1-го класу
- Почесний хрест ветерана війни з мечами
- Медаль «За вислугу років у Вермахті» 4-го, 3-го, 2-го і 1-го класу (25 років)
- Застібка до Залізного хреста 2-го і 1-го класу
- Лицарський хрест Залізного хреста (23 серпня 1941)